# Balver Höhle
 (octobre 2022).
Si vous disposez d'ouvrages ou d'articles de référence ou si vous connaissez des sites web de qualité traitant du thème abordé ici, merci de compléter l'article en donnant les références utiles à sa vérifiabilité et en les liant à la section « Notes et références ».

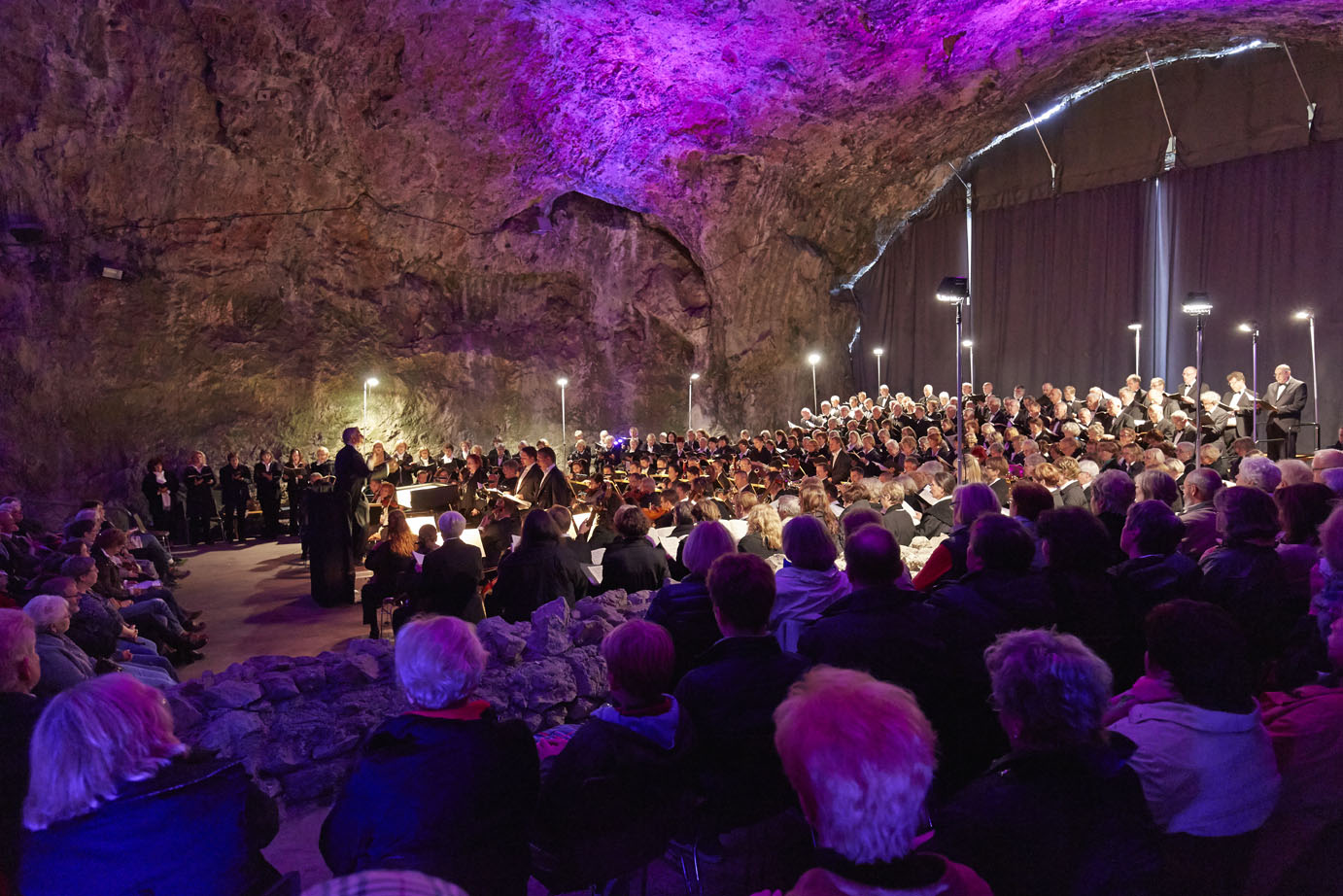
Le Requiem de Giuseppe Verdi chanté dans le Balver Höhle en 2014.

La Balver Höhle (grotte de Balve) est une grotte située à Balve, en Allemagne. Il s'agit de la plus grande grotte utilisée comme lieu culturel en Europe.
Elle a accueilli de nombreux évènements et festivals depuis 1985, première année du Festspiele Balver Höhle.

## Festivals
- Balver Märchenwochen, depuis 1991
- Irish Folk & Celtic Music, depuis 2002
- Höhlenrock, jusqu'en 2004
- International Jazzfestival, jusqu'en 2005
- Prophecy Fest